# Vít Hlaváč
Vít Hlaváč (* 26. Februar 1997 in Karlsbad) ist ein tschechischer Geher.

## Sportliche Laufbahn
Vít Hlaváč bestritt 2015 seine ersten Wettkämpfe gegen die nationale Konkurrenz. Damals trat er neben dem Gehen auch in Langstreckenläufen und im Hindernislauf an. Im Juni gewann er die Silbermedaille bei den Tschechischen U20-Meisterschaften im 10.000-Meter-Bahngehen. 2016 steigerte er sich auf der Distanz zunächst auf 46:22,87 min und siegte damit bei den nationalen U20-Meisterschaften. Damit war er für die U20-Weltmeisterschaften in Bydgoszcz qualifiziert, bei denen er im Juli an den Start ging. Dort konnte er sich zwar auf 44:17,93 min verbessern, dennoch kam er damit nicht über Platz 35 hinaus. Später im September gewann er die Silbermedaille über 3000 Meter Hindernis bei den Tschechischen U20-Meisterschaften. 2017 bestritt er dann seine ersten Wettkämpfe auf der 20-km-Distanz und stellte bei seinem Debüt in Lugano mit 1:30:48 h seine erste Bestzeit auf. Im September belegte er den zehnten Platz bei den Tschechischen U23-Meisterschaften im 5000-Meter-Lauf. Nachdem er sich 2018 nicht verbessern konnte, trat er 2019 im März zum ersten Mal in einem Wettkampf auf der 50-km-Distanz an und absolvierte in einer Zeit von 4:30:46 h. Einen Monat später trat er zum ersten Mal bei den Tschechischen Meisterschaften der Erwachsenen an und verbesserte sich über 20 km auf 1:28:56 h. Im Juli trat er bei den U23-Europameisterschaften im schwedischen Gävle an. Mit persönlicher Bestzeit von 1:26:55 h landete er auf dem elften Platz.
2020 stellte Hlaváč mit 42:22 min im Juni eine neue Bestleistung über 10 km auf. Im Oktober wurde er Tschechischer Vizemeister über 20 km. Zum Ende des Jahres trat er bei den Tschechischen Meisterschaften über 50 km an und konnte mit einer Zeit von 3:56:29 h in der Slowakei seinen ersten nationalen Meistertitel gewinnen. Damit stellte er einen neuen Nationalrekord auf, der inzwischen unterboten werden konnte. 2021 konnte er über 20 km zum ersten Mal Tschechischer Meister werden. Zuvor verteidigte er mit neuer Bestzeit von 3:52:54 h seinen Meistertitel auf der 50-km-Distanz. Damit schaffte er es sich über seine Platzierung auf der Weltrangliste für die Olympischen Sommerspiele in Tokio zu qualifizieren. Bei seinem Olympiadebüt erreichte er auf Platz 43 das Ziel. 2022 trat er zu seinen ersten Weltmeisterschaften an und belegte über 35 km den 23. Platz. Einen Monat später ging er über die gleiche Distanz bei den Europameisterschaften in München an den Start. Dort erreichte er als Neunter das Ziel.

## Wichtige Wettbewerbe
| Jahr                   | Veranstaltung             | Ort                    | Platz                  | Disziplin              | Zeit                   |
| Startet für Tschechien | Startet für Tschechien    | Startet für Tschechien | Startet für Tschechien | Startet für Tschechien | Startet für Tschechien |
| ---------------------- | ------------------------- | ---------------------- | ---------------------- | ---------------------- | ---------------------- |
| 2016                   | U20-Weltmeisterschaften   | Bydgoszcz              | 35.                    | 10.000 m Bahngehen     | 44:17,93 min           |
| 2019                   | U23-Europameisterschaften | Gävle                  | 11.                    | 20 km Gehen            | 1:26:55 h              |
| 2021                   | Olympische Sommerspiele   | Tokio                  | 43.                    | 50 km Gehen            | 4:15:40 h              |
| 2022                   | Weltmeisterschaften       | Eugene                 | 23.                    | 35 km Gehen            | 2:32:50 h              |
| 2022                   | Europameisterschaften     | München                | 9.                     | 35 km Gehen            | 2:37:32 h              |

## Persönliche Bestleistungen
Freiluft
- 5000-m-Bahngehen: 20:28,97 min, 2. September 2017, Prag
- 10-km-Gehen: 41:19 min, 7. Mai 2022, Milovice
- 20-km-Gehen: 1:26:27 h, 2. April 2022, Poděbrady
- 35-km-Gehen: 2:32:50 h, 24. Juli 2022, Eugene, (tschechischer Rekord)
- 50-km-Gehen: 3:52:54 h, 20. März 2021, Dudince

Halle
- 5000-m-Bahngehen: 19:55,03 min, 13. Februar 2022, Prag

## Sonstiges
Vít Hlaváč ist Student der Biomedizintechnik an der Tschechischen Technischen Universität Prag.